# Wiktor Borissowitsch Schklowski

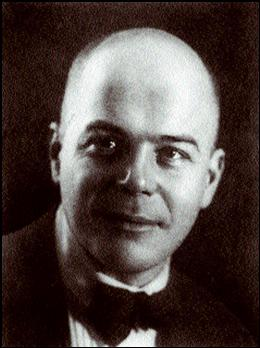
Wiktor Schklowski

Wiktor Borissowitsch Schklowski (russisch Виктор Борисович Шкловский, wiss. Transliteration Viktor Borisovič Šklovskij; * 12.jul. / 24. Januar 1893greg. in Sankt Petersburg; † 5. Dezember 1984 in Leningrad) war ein russischer und sowjetischer Kritiker, Schriftsteller und Pamphletist.

## Leben

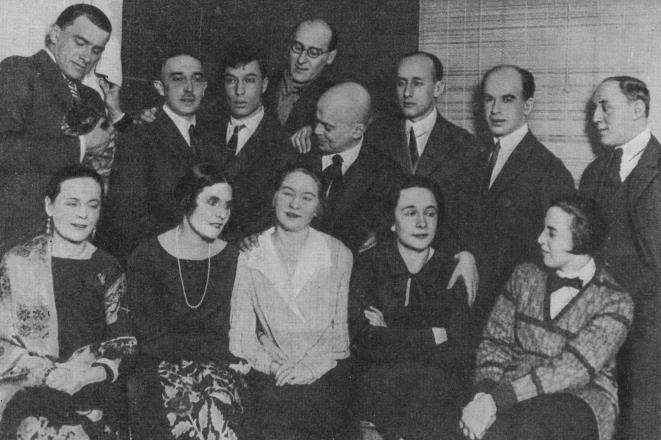
Inmitten Gleichgesinnter: Majakowski (links oben), Schklowski (4.v.r.) und Elsa Triolet (links unten)

Schklowski war Sohn eines jüdischen Volksschullehrers, der sich weiterbildete und schließlich Mathematik an der Artillerieschule der russischen Kaiserlichen Armee unterrichtete; sein Großvater mütterlicherseits war Deutscher. Schklowski studierte in seiner Heimatstadt St. Petersburg klassische Philologie.
Zu Beginn des Ersten Weltkriegs wurde er in eine der ersten motorisierten Kompanien eingezogen. Bald wurde er zu einer Artilleriebatterie versetzt. In der Februarrevolution 1917 stellte er sich mit seiner Einheit auf die Seite der Zarengegner. Er bekam in der neuen Provisorischen Regierung den Posten eines „Gehilfen des Kommissars“, zu seinen Arbeitsbereichen gehörte eine Kampagne, die die Truppe von der Notwendigkeit der Fortsetzung des Kriegs mit den Mittelmächten überzeugen sollte. Er wurde zunächst bei den Kämpfen in Rumänien eingesetzt. Dort wurde er mit dem Georgskreuz ausgezeichnet, General Lawr Kornilow persönlich heftete ihm den Tapferkeitsorden an. Seine Einheit wurde wenig später in den Iran geschickt, von wo russische Verbände die Türkei angreifen sollten.
Er kehrte erst nach der Oktoberrevolution in seine Heimatstadt zurück und schloss sich den Sozialrevolutionären (SR) an. Auch übernahm er eine Stelle als Professor für Kunstgeschichte. Als die bolschewistische Presse Anfang 1922 die SR der „konterrevolutionären Umtriebe“ beschuldigte und erste SR-Führer verhaftet wurden, tauchte Schklowski unter. Im März 1922 floh er über die zugefrorene Ostsee nach Finnland, seine Frau ließ er zurück. Seine Erlebnisse während der Revolutions- und Bürgerkriegsjahre sind das Thema des Buches Sentimentale Reise (Sentimentalnoje puteschestwije), es endet mit seiner Ankunft in Berlin.
In Berlin lebte Schklowski von April 1922 bis Juni 1923 in der Kaiserallee 207 (heute Bundesallee). Er nahm dort an zahlreichen Veranstaltungen der russischen Emigranten teil, publizierte eigene Bücher, darunter den Briefwechsel Zoo oder Briefe nicht über die Liebe (Zoo ili pisma ne o ljubwi), der in vielen Sprachen erschien und sein größter literarischer Erfolg wurde. Der Band enthält seinen Berliner Briefwechsel mit der aus Moskau stammenden Elsa Triolet, in die er sich verliebt hatte, die ihn aber abwies. Auch beschrieb er das Verhältnis Jelena Ferraris und Iwan Punis. Der dreißigste und letzte Brief war indes an das Zentrale Exekutivkomitee der UdSSR in Moskau gerichtet, Schklowski bat darin um die Erlaubnis zur Rückkehr.
Nachdem sich Maxim Gorki und Wladimir Majakowski bei den sowjetischen Behörden für Schklowski eingesetzt hatten, kehrte er nach Moskau zurück. Er wurde einer der führenden Literatur- und Filmtheoretiker, musste aber 1930 im Zuge des Kampfes des Parteiapparats gegen modernistische Strömungen in Kunst und Literatur seinen Einsatz für experimentelle Werke als „wissenschaftlichen Fehler“ kritisieren.
Während der Stalinzeit konnte er nur wenig publizieren. 1934 war er einer der (größtenteils anonymen) Autoren eines von Maxim Gorki herausgegebenen Sammelbandes über den Bau des von Zwangsarbeitern errichteten Weißmeer-Ostsee-Kanals (Kanal imeni Stalina – Der Stalinkanal; das Buch wurde bereits 1937 verboten). An diesem Projekt beteiligte er sich, da sein Bruder Vladimir in einem der Lager für Zwangsarbeiter inhaftiert war. Im Gespräch mit Serena Vitale schilderte Schklowski 1979 die Ereignisse so: „Wir [mein Bruder und ich] hatten uns schon lange nicht mehr gesehen, und er wusste, dass sich die GPU sehr für mich interessierte und wollte mich nicht in Gefahr bringen. (...) Ich hielt meine Tränen zurück, als ich ihn sah. Ich flüsterte: ‚Erkennst Du mich?‘ ‚Nein‘, antwortete er mit fester Stimme – er hatte Angst um mich. Oder vor mir?“ Der GPU-Chef Genrich Jagoda persönlich hatte Schklowski zu der Reise gedrängt und die Begegnung mit seinem Bruder genehmigt. Doch konnte Schklowski für seinen Bruder keinerlei Erleichterungen erreichen, dieser überlebte die Zwangsarbeit nicht.
Im Jahr 1937 schrieb er den Text für den Band Generalplan der Rekonstruktion der Stadt Moskau (mit Illustrationen von Alexander Rodtschenko), der den Umbau der sowjetischen Hauptstadt dokumentierte. Berichten von Zeitzeugen zufolge lebte Schlowski während dieser Zeit in ständiger Angst vor Verfolgung, und sein Bruder Vladimir wurde zunächst verbannt, dann zu Zwangsarbeit verurteilt und schließlich 1937 (anderen Angaben zufolge 1939 oder später) bei den Stalinschen Säuberungen erschossen. Nadeschda Mandelstam, die Frau des verfolgten Dichters Ossip Mandelstam, berichtete später, Schklowskis Wohnung sei damals ein Zufluchtsort für die vom Regime Verfemten gewesen. Er gelobte damals, später als Augenzeuge der Welt vom Terror zu berichten. Allerdings tat er das letztlich nicht. Unter dem Druck der Kulturfunktionäre der Partei beteiligte er sich 1944 sogar an den Angriffen auf den Satiriker Michail Soschtschenko.
Erst in der Tauwetter-Periode nach Stalins Tod 1953 wurde er wieder als Literaturtheoretiker anerkannt. Doch hielt er Distanz zu den Schriftstellern, die mit vorsichtiger Kritik am Regime begannen. Auch unterzeichnete er keinen der internationales Aufsehen erregenden Appelle für die seit Ende der fünfziger Jahre von der Partei angegriffenen Schriftsteller, von Boris Pasternak und Weniamin Kawerin über Andrei Sinjawski und Juli Daniel bis Alexander Solschenizyn.
Er trat bis an sein Lebensende öffentlich auf. Auch im Ausland galt er als hervorragender Vertreter der Geisteswissenschaften in der Sowjetunion.

## Werk
Im Jahr 1916 gehörte er zu den Mitbegründern des OPOJAS (Общество изучения поэтического языка – Gesellschaft zum Studium der poetischen Sprache), einer der beiden Gruppen, die mit dem Moskauer Linguistischen Zirkel die kritischen Theorien und Techniken des Russischen Formalismus entwickelte.
Schklowski prägte den Begriff ostranenie (остранение) oder Verfremdung in der Literatur, den er u. a. in seinem Aufsatz Kunst als Verfahren erläuterte: Alltägliches Sprechen ist automatisiert, Menschen erkennen Wörter wieder, ohne sie zu empfinden; Literatur erschwert den Verstehensprozess und revitalisiert dadurch die Empfindung. Ein umfassendes Konzept, das Schklowski und Juri Tynjanow aus diesem Modell entwickelten, war das der literarischen Evolution.
Schklowskis Werk drängte den russischen Formalismus dazu, die literarische Aktivität als integralen Bestandteil der sozialen Praxis zu sehen, eine Idee, die für das Werk von Michail Bachtin und die russische und Prager Schule der Semiotik bedeutsam wurde.
Außer Studien über Schriftsteller wie Laurence Sterne, Maxim Gorki, Leo Tolstoi und Wladimir Majakowski sowie über Schauspieler und Regisseure, u. a. über Charlie Chaplin und Sergej Eisenstein, schrieb er auch historische Romane und Erzählungen, die meist Figuren aus der russischen Geschichte gewidmet sind, sowie autobiographische Skizzen. Zu letzteren gehört Die Hamburger Abrechnung (Gamburgski stschot, 1926). Der Titel steht nach Darstellung Schklowskis für den realen Rang und den Einfluss einer Person in einer Gesellschaft, abweichend von der offiziellen Hierarchie. Er führt ihn zurück auf die Tradition der Hamburger Zirkusringer, die stets in abgesprochenen Schaukämpfen aufgetreten seien, doch einmal im Jahr hinter verschlossenen Türen in einem echten Turnier den Stärksten unter sich ermittelt hätten. Doch sei der Name des Siegers nie der Öffentlichkeit mitgeteilt worden. Allerdings sind solche Ringerwettkämpfe für Hamburg nicht belegt, es handelt sich offenbar um ein Fantasieprodukt.

## Schriften
- Sentimentale Reise. Aus dem Russischen übersetzt von Ruth-Elisabeth Riedt unter Mitwirkung von Gisela Drohla. Insel-Verlag, Frankfurt am Main 1964 (Über die Zeit 1917–1922).
  - Sentimentale Reise. Übersetzung und Nachbemerkung Olga Radetzkaja. Anmerkungen und Nachwort Anselm Bühling. Berlin : Die Andere Bibliothek, 2017
- Zoo oder Briefe nicht über die Liebe (= Edition Suhrkamp 130, ISSN 0422-5821). Aus dem Russischen übersetzt und mit einem Nachwort versehen von Alexander Kaempfe. Suhrkamp, Frankfurt am Main 1965.
  - Es war einmal. Zoo oder Briefe nicht über die Liebe. Autobiografische Erzählungen. Aus dem Russischen von Elena Panzig. Mit einer Nachbemerkung von Nyota Thun. Volk und Welt, Berlin 1976.
  - Zoo. Briefe nicht über Liebe, oder Die dritte Heloise. Aus dem Russischen übersetzt und mit einem Nachwort von Olga Radetzkaja sowie einem Essay von Marcel Beyer. Guggolz Verlag, Berlin 2022, ISBN 978-3-945370-34-6.
- Schriften zum Film (= Edition Suhrkamp 174). Ausgewählt und aus dem Russischen übersetzt von Alexander Kaempfe. Suhrkamp. Suhrkamp, Frankfurt am Main 1966.
- Theorie der Prosa. Herausgegeben und aus dem Russischen übersetzt von Gisela Drohla. Fischer, Frankfurt am Main 1966 (Gekürzte Ausgabe. (= Fischer-Taschenbücher. Wissenschaft 7339). Fischer Taschenbuch Verlag, Frankfurt am Main 1984, ISBN 3-596-27339-0).
- Kunst als Verfahren. In: Jurij Striedter (Hrsg.): Russischer Formalismus. Texte zur allgemeinen Literaturtheorie und zur Theorie der Prosa (= Uni-Taschenbücher 40). Fink, München 1971, ISBN 3-7705-0626-X, S. 3–35.
- Kindheit und Jugend (= Bibliothek Suhrkamp 218, ZDB-ID 256061-6). Aus dem Russischen von Alexander Kaempfe. Suhrkamp, Frankfurt am Main 1968.
- Fritz Mierau (Hrsg.): Sprache und Stil Lenins (= Volk-und-Welt-Spektrum. Bd. 19, ZDB-ID 33733-x). Aufsätze von Viktor Schklowski, Boris Eichenbaum, Lew Jakubinski, Juri Tynjanow [u. a.]. Volk und Welt, Berlin 1970.
- Von der Ungleichheit des Ähnlichen in der Kunst. Herausgegeben und übersetzt von Alexander Kaempfe. Hanser, München 1972, ISBN 3-446-11729-6.
- Leo Tolstoi. Eine Biographie. Übersetzt aus dem Russischen von Elena Panzig. Europaverlag, Wien u. a. 1981, ISBN 3-203-50784-6.
- Eisenstein. Romanbiographie. Aus dem Russischen von Oksana Bulgakowa & Dietmar Hochmuth. Volk und Welt, Berlin 1986, ISBN 3-353-00006-2.
  - Westdeutsche Ausgabe: Ejzenštejn. Aus dem Russischen von Manfred Dahlke. Rowohlt, Hamburg 1977, ISBN 3-499-25055-1.
- Dritte Fabrik (= Bibliothek Suhrkamp 993). Aus dem Russischen von Verena Dohrn und Gabriele Leupold. Mit einem Nachwort von Verena Dohrn. Suhrkamp, Frankfurt am Main 1988, ISBN 3-518-01993-7.

## Filmografie (Auswahl)
- 1926: Nach dem Gesetz (Po sakonu) Regie Lew Kuleschow, Drehbuch von Schklowski
- 1927: Bett und Sofa / Dritte Kleinbürgerstraße (Liebe zu dritt) (Tretja meschtschanskaja (Ljubow wtrojem))
- 1947: Der Dichter Alischer Nawoi (Alischer Nawoi)
- 1948: Die ferne Braut (Daljokaja newesta)